# Vivíparos de acuario

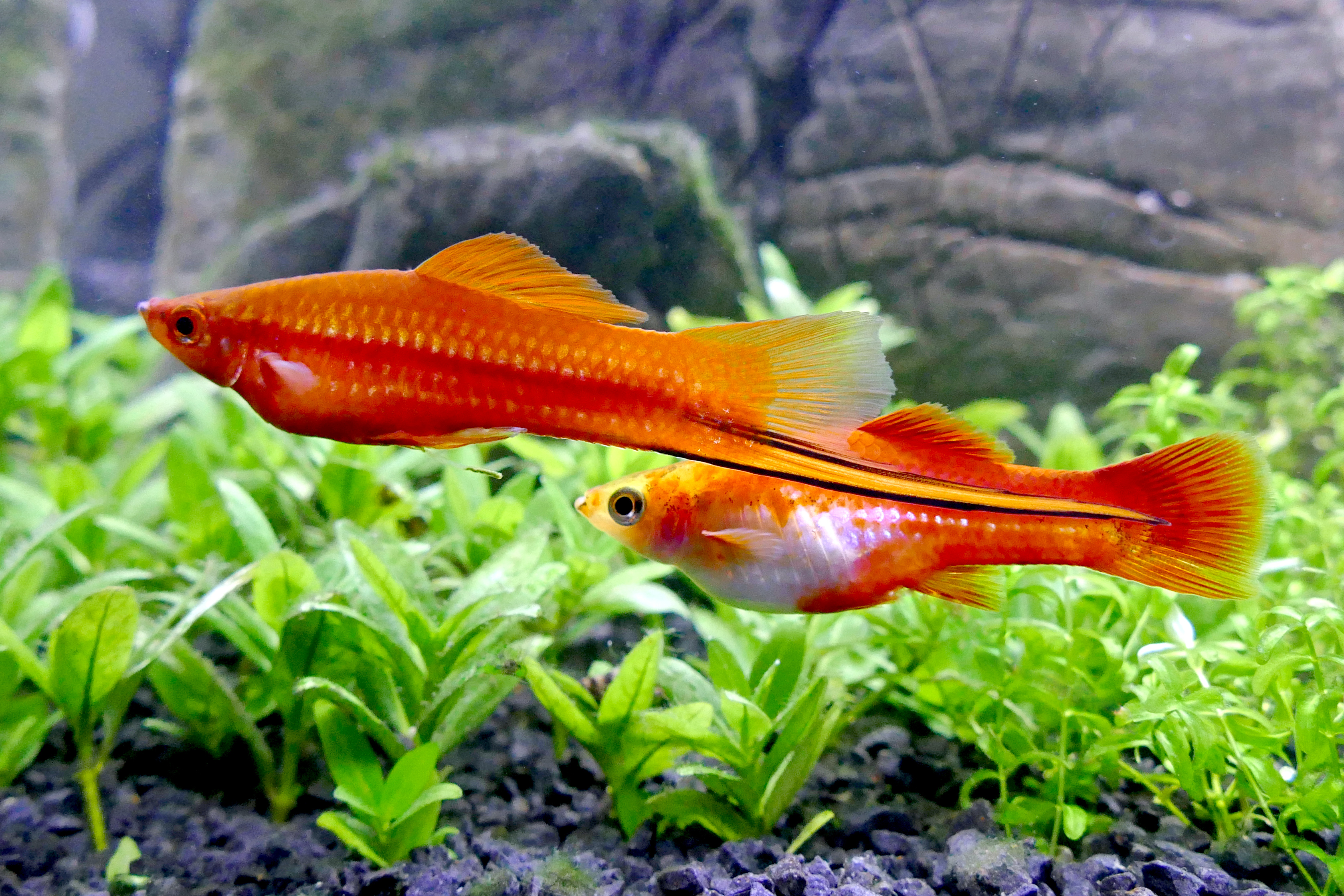
Macho y hembra de Xiphophorus hellerii

Los peces vivíparos de acuario, realmente ovovivíparos, son peces que mantienen los huevos dentro del cuerpo y dan a luz a crías vivas y una vez nacidos, nadan libremente e independientes, no necesitan cuidados de sus padres (el macho que apareó a la hembra y la misma que parió a su cría). Los padres muchas veces depredan sobre sus hijos. 
Los peces vivíparos recién nacidos son grandes en comparación con los alevines de peces ovíparos, esto las hace menos vulnerables a la depredación, y si hay suficientes escondites la cría suele madurar en un acuario comunitario. También son más fáciles de alimentar en comparación con los alevines de la puesta de huevos de especies como carácidos y cíclidos. Esto hace que sean mucho más fáciles de criar, y por esta razón, los acuaristas a menudo los recomiendan para principiantes la cría de peces. 
La familia más conocida de peces ovovivíparos es la de los Poecílidos, que incluye cinco especies clásicas en los acuarios comunitarios: guppies, endlers, mollinesias (mollys), portadores de espada (xiphos) y platys. Los tres primeros del género Poecilia y los dos últimos del género Xiphophorus.
Entre algunos de ellos puede haber hibridación, es decir, dos peces de especies distintas pueden procrear entre ellos y dar lugar a un pez, que llamamos híbrido, con características de las dos especies. Muchos de estos seres podrán procrear dentro del mismo género, como guppies y endlers, dada su similitud. 
Todos ellos son de reproducción extremadamente fácil y normalmente basta con juntar machos y hembras en una acuario sano y estable para obtener crías.

## Peces aberrantes e incubadores bucales
Los caballitos de mar y los Peces pipa se puede definir como vivíparos, aunque en estos casos los machos incuban los huevos en lugar de las hembras. En muchos casos, los huevos dependen del macho para el oxígeno y la nutrición, por lo que estos peces se puede definir como vivíparos.
Muchos cíclidos son incubadores bucales,  con la hembra (o, más raramente en los machos) para incubar los huevos en la cavidad bucal. En comparación con otros cíclidos, estas especies producen menos huevos pero más grandes, y cuando salen, las crías se desarrollan mejor y tienen una supervivencia mayor. Debido a que los huevos están protegidos contra los depredadores, pero no absorben los nutrientes de los padres, esta condición es análoga, a pesar de que son idénticos con otros ovovivíparos.

## Galería de peces vivíparos

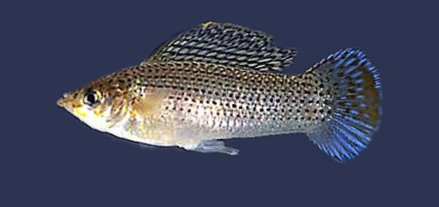
Molly latipino
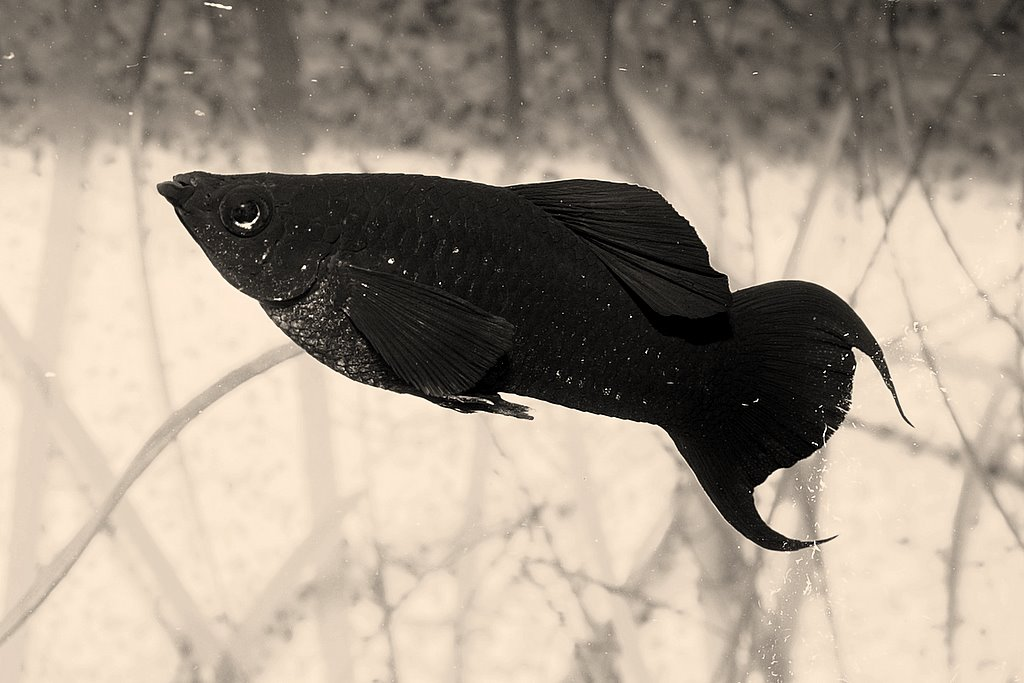
Molly negro
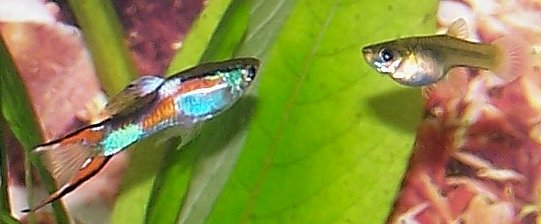
Endlers
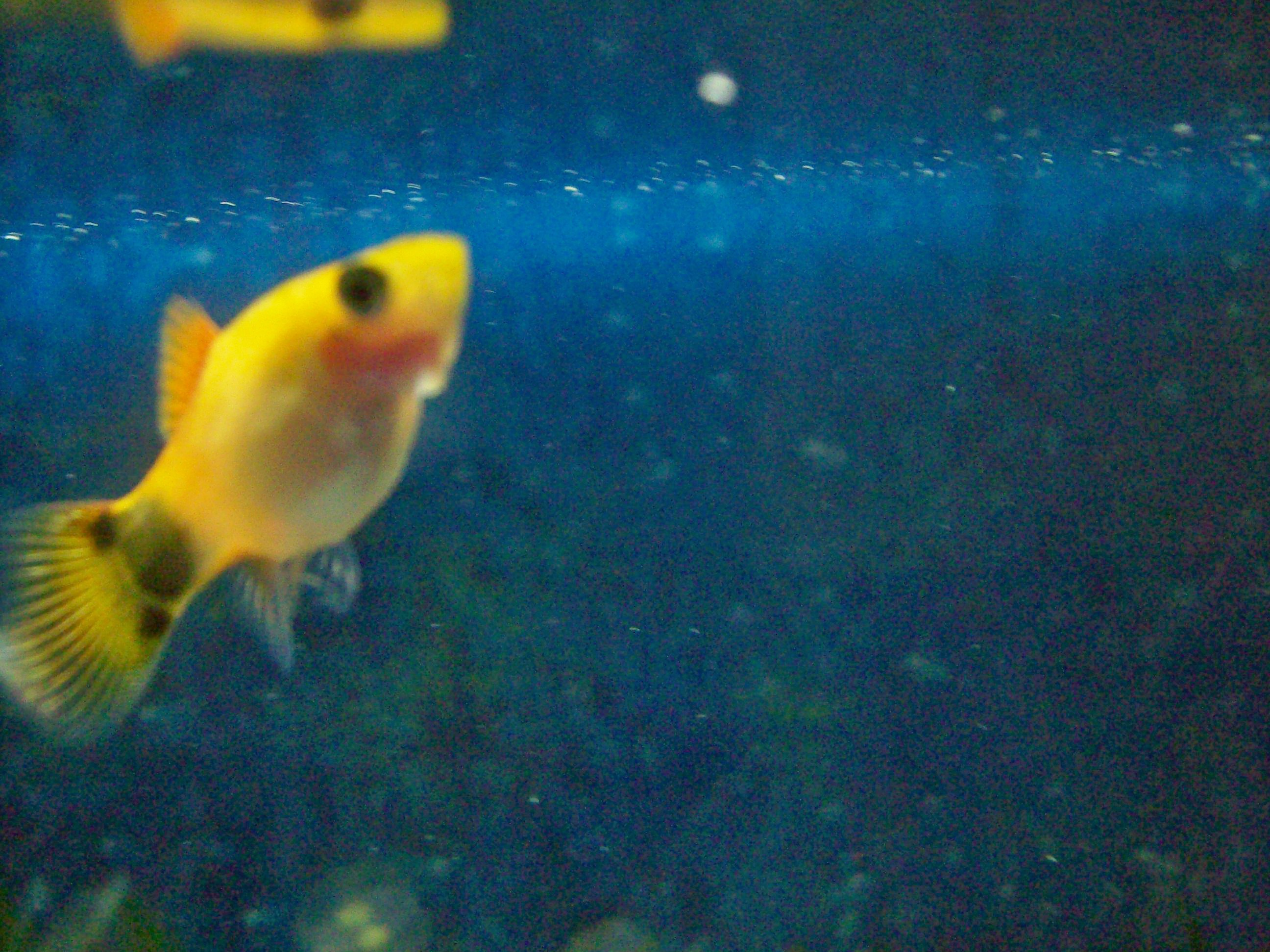
Platty hembra
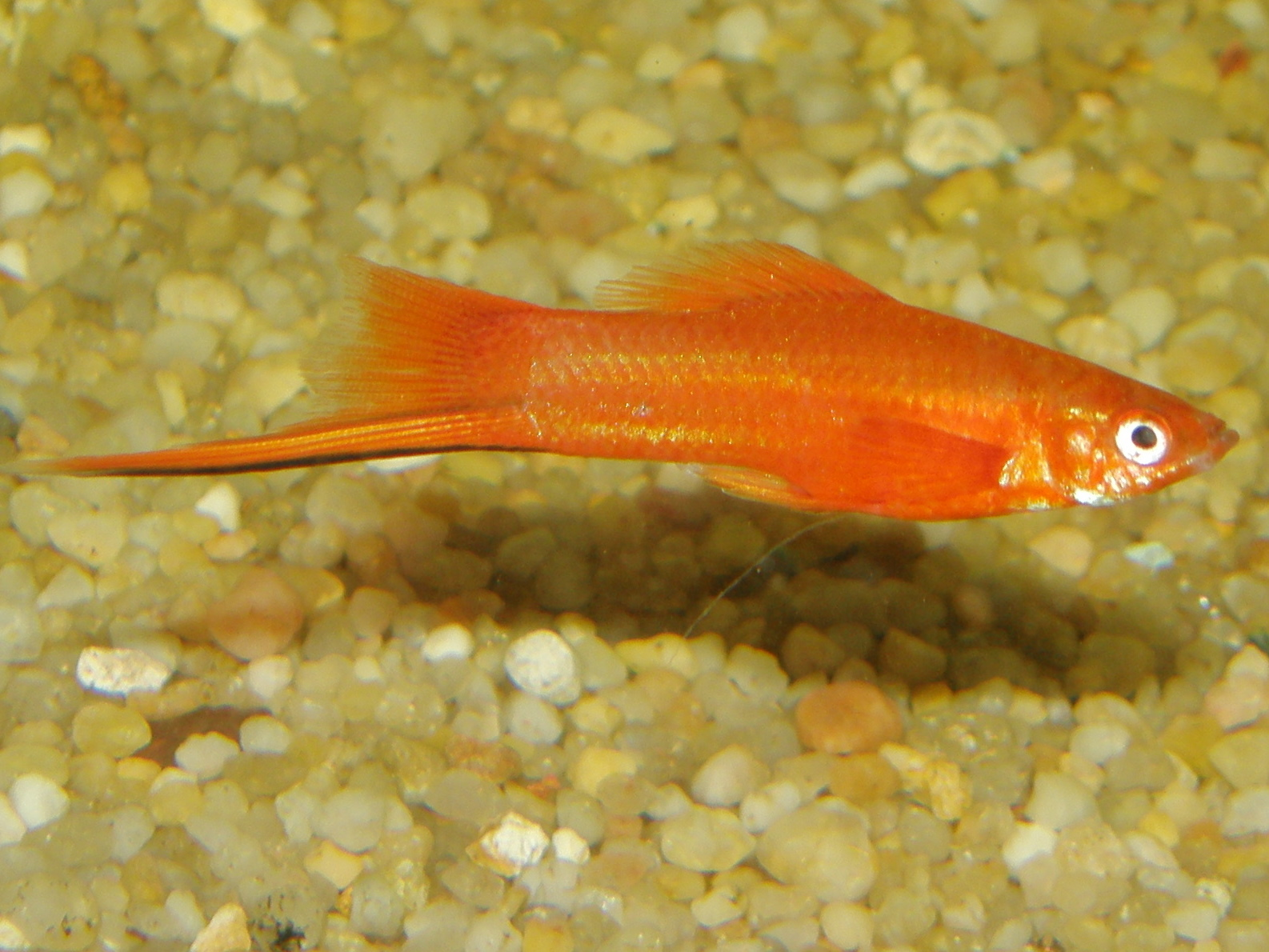
Cola de espada macho
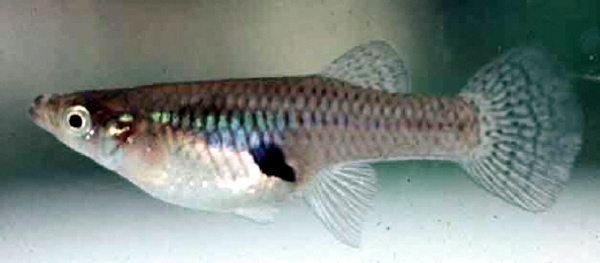
Pez mosquito
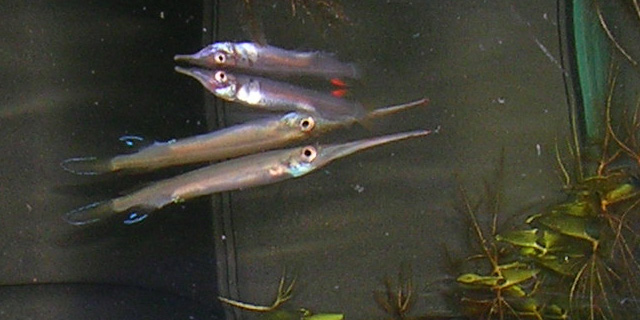
Hemirhamphodon pogonognathus
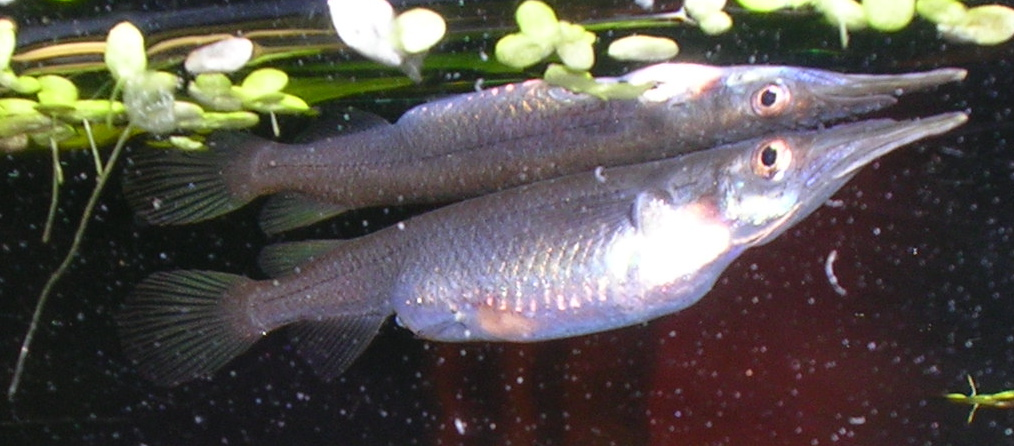
Medio pico de Sumatra
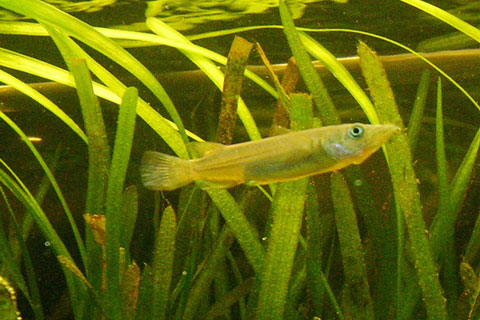
Medio pico de Célebes
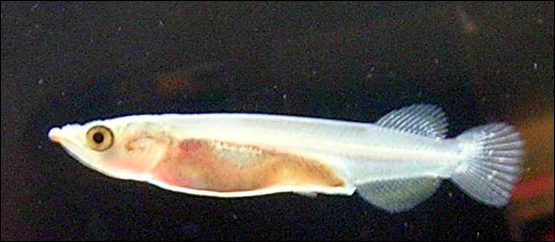
Cría de medio pico